# Tous en slip !
Tous en slip ! ou Tous en bobettes au Québec (Almost Naked Animals) est une série télévisée d'animation canadienne en 52 épisodes de 22 minutes créée par Noah Z. Jones et diffusée entre le 7 janvier 2011 et le 22 mai 2013 sur la chaîne YTV.
En France, la série fut diffusée sur Canal+ Family.

## Synopsis
Les aventures d'un groupe de résidents de l'hôtel Banana Cabana. Dans l'enceinte de cette pension tropicale s'agitent des animaux improbables qui se baladent en sous-vêtements.

## Personnages
Personnages principaux
- Howie : chien directeur du Banana Cabana. Il est hyperactif et impulsif.
- Octo : pieuvre réceptionniste. Il a peur de (presque) tout.
- Bunny : lapine animatrice de l'hôtel.
- Canard : un des meilleurs amis d'Howie et le plus stupide de la bande. Son nom complet est Archibald William Cauchemar Canard III.
- Porco : cochon chef-ninja. Il parle souvent de lui à la troisième personne.
- Narval : baleine à cornes avec un énorme égo et adorant chanter. Apparemment, il connaît peu de chansons et a une base de fans très réduite voire inexistante.
- Parrespouille : groom de l'hôtel. Très amoureuse d'Howie, elle fait tout de manière très lente.

Personnages récurrents
- Canichette : sœur d'Howie et gérante d'un hôtel concurrent, le Château Chattoo. Elle essaie à tout prix de mettre la main sur l'hôtel de son frère sans succès.
- Roussette : chauve-souris. Homme de main et souffre-douleur de Canichette.
- Denis Danger : cascadeur, idole de Howie et Octo.
- Captain' Pschitti : tortue mascotte de la boisson à l'orange homonyme.
- Sissi, Câlin et Moustique-heure (Sissy, Huggy, Buggy) : Trois harvatines.

## Distribution

### Voix originales
- Rob Tinkler : Howie
- Howard Jerome : Octo
- Emilie-Claire Barlow : Bunny
- David Berni : Canard
- Sean Cùllen : Narval, Porco
- Jamie Watson, Alyson Court, Sean Cùllen : Voix additionnelles

### Voix françaises
- Jérémy Prévost : Howie
- Stéphane Ronchewski : Octo
- Jessica Barrier : Bunny
- Bruno Magne : Narval
- Emmanuelle Pailly : Parresspouille, Canichette
- Pascal Casanova : Porco
- Luq Hamet : Canard, Roussette, Denis Danger

## Épisodes

### Première saison (2011)
1. Fête-moi sortir
2. La Tête dans une étoile
3. En cas de cascade
4. Épongez-moi ça
5. C'est c'est cérumen
6. Danger était son nom
7. Un larbin zinzin
8. Le Coin-coin de la voyance
9. L'Employé du mois
10. Cracher n'est pas jouer
11. Haro sur le haricot
12. Tempo ketchup
13. Détour vers le futur
14. Un ragoût de karaté
15. À la recherche du héros perdu
16. Les Frères péteurs
17. Howie, Larry et les Autres
18. Hôtel à gagner
19. Sauvez moi d'Howie
20. Ça bombarde pas mal chez Howie
21. Sécurité c'est raté
22. Fans, je vous aime
23. Prison dorée
24. Qui tire la chasse perd sa place
25. Un Howie pour deux
26. Comique mais pas trop
27. Une pieuvre médusée
28. SuperHowie
29. Un soleil en trop
30. Nager n'est pas jouer
31. Une dent contre la banane
32. Howie et l'Ami qui vous veut du mal
33. Toc toc toc encrez
34. On asticote la mascotte
35. En prout pour la gloire
36. Octo met le paquet
37. Porco bout pour de la boue
38. Un danger peut en cacher un autre
39. Des vertes et des pas mûres
40. La Quête à la pastèque
41. Pour grandir, bosse!
42. Parrespouille se déchaîne
43. Sale Chien !
44. Varicelle que j'aime
45. Chat ne vit que huit fois
46. Le Combat des chefs
47. Hal Howie
48. Bizarro cabano
49. Un cadeau peut en cacher un autre
50. Le sabotage d'Howienoel
51. Yéti,yéti pas?
52. Ô stage, ô désespoir

### Deuxième saison (2012)
1. Sans décorner
2. Howie nuit à l'équipe de nuit
3. Déchets du passé
4. Écol' Howie
5. Dr. Howie et Monsieur Howaïde
6. L'Ananas d'Howie
7. Octo contre Roussette
8. Une aiguille dans une fesse de chien
9. Frangin,frangine le jeu qui fascine
10. Bons pour tout, tout pour rien
11. Howie prend son élan
12. Un amour d'assistant
13. Sherlocoto Holmes
14. Fans en cascade
15. Howie-pnotyse
16. Un amour 100 % pur porc
17. Octo contrôle
18. L'Anniversaire de Narval
19. Bonne Howie les petits
20. Le Camp kipu-tréfort
21. Le Roi des canards
22. On coupe la banane en deux
23. Un captain qui fait pshiit
24. Howie banni
25. Sacafesse
26. Denis de rechange
27. Miss Troupaume
28. Le Chien-chien à son mai-maire

### Troisième saison (2013)
1. Ça tourne au cauchemar
2. La Queue du neuneu
3. Un rot pour un roi
4. Howie c'est qui ce Howie?
5. Zéro plus zéro égale la tête à Howie
6. Porco pas rigolo
7. Photo de groupe
8. Un boulot de chien
9. Une allergie bienvenue
10. Pour une figurine de plus
11. Mini Mômes
12. Lettre à Denis
13. Un lit pour deux somnambules
14. Amicalement nous
15. L'Inversion howiginale
16. Ça gèle à l'hôtel
17. Le Robot de la chance
18. Affaires à faire
19. Howie, oh non!
20. La Journée d'Howie
21. Protection indice dingue
22. Invités à rester...dehors!
23. Un père et manque
24. Il était une fois dans l'ouest de la cuisine

## Autour de la série
- Noah Z. Jones est également le créateur de la série Disney Channel Ça bulle !.
- Dans la série  Les fous du kung-fu , Bernie, un mouton joue à un jeu où on aperçoit Howie. Hommage à  Tous en slip !